# Iglesia de San Pablo y San Pedro (Esterri de Cardós)

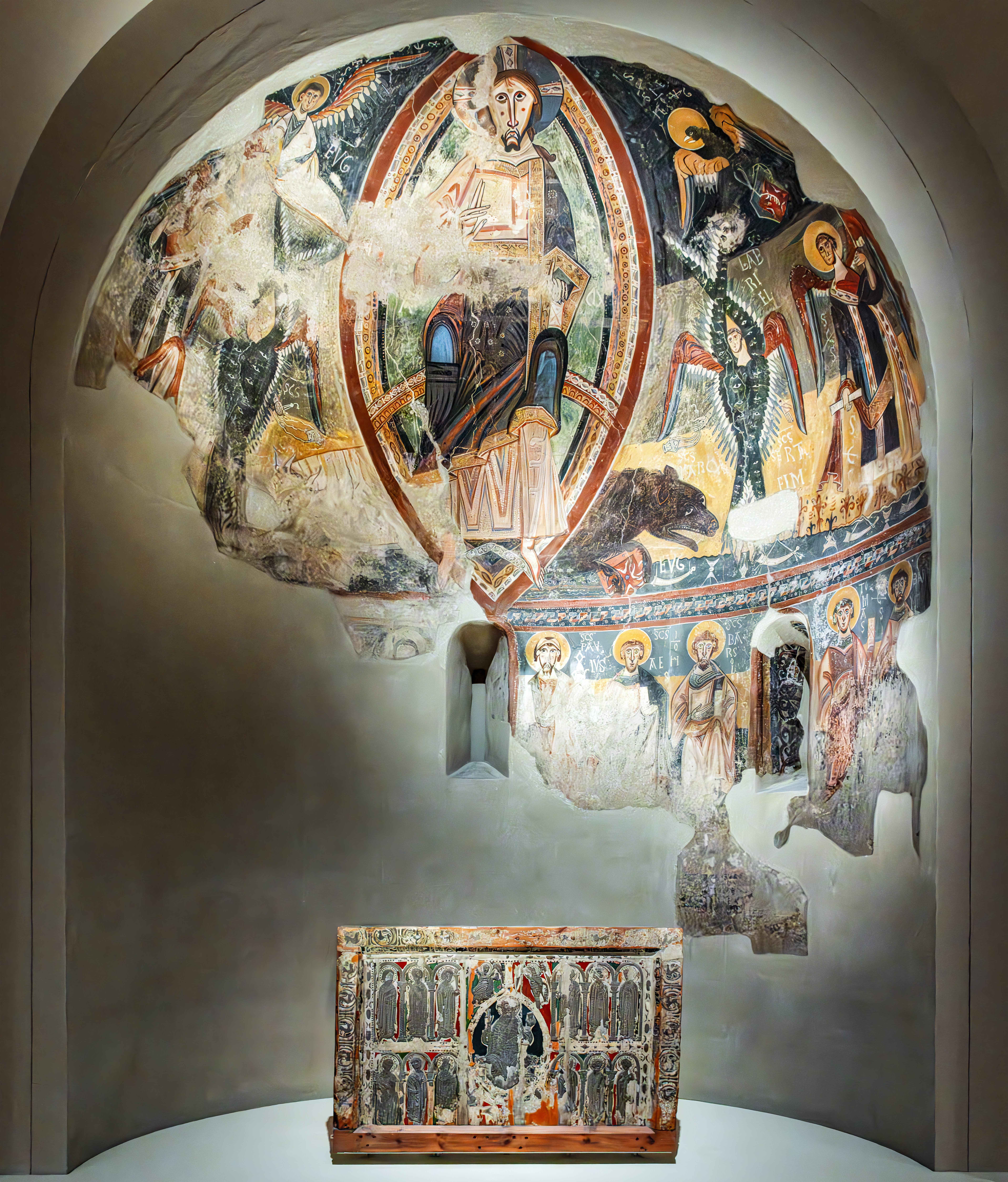
Pintura mural del ábside (MNAC).

La iglesia de San Pablo y San Pedro de Esterri de Cardós es el templo parroquial románico del pueblo de Esterri de Cardós, en el término municipal del mismo nombre, comarca del Pallars Sobirá (provincia de Lérida).
La iglesia está documentada, desde el 1146, pero por el aparato y sus características, sobre todo del ábside se puede asegurar que es anterior a esta mención. Hay inscripciones en piedras de la misma iglesia donde se leen las fechas de las modificaciones de época moderna: 1638, 1720 y 1726, e incluso el nombre de uno de los párrocos que intervinieron: Jaume Leset.
Es una pequeña iglesia de una sola nave, rematada a levante por un ábside semicircular con las características arcadas ciegas agrupadas en grupos entre lesenas —3-5-3 es la disposición de los tres grupos de arcos—, dentro de la tradición del románico lombardo. La nave es muy larga, más de lo habitual, y está cubierta por una bóveda de cañón, aunque el espesor de los muros hace pensar que en origen estaba cubierta con madera. La puerta principal está en la fachada de mediodía, pero en el muro de poniente se puede apreciar, tapiada, otra puerta, posiblemente de la obra original. Posee un sencillo campanario de espadaña. Es una obra románica, pero modificada en época moderna.
En el extremo sur-occidental, presenta un campanario de base cuadrada, posiblemente procedente de una antigua torre de defensa. En la parte de levante de la nave, formando crucero, estuvieron añadidas dos capillas, en la actualidad la de la parte norte está desaparecida, y la sur, reconvertida en sacristía.
Esta iglesia, a pesar de sus dimensiones, bastante reducidas, tenía un interesante grupo de pinturas murales, las originales están conservadas en el Museo Nacional de Arte de Cataluña (núm. MNAC 15.970), además de un frontal de altar (núm. MNAC 15889).

## Las pinturas murales de San Pedro de Esterri de Cardós
La advocación primitiva de la iglesia era de San Pedro; el añadido de San Pablo es bastante moderno. El conjunto de pinturas conservado en el MNAC miden 4,91 x 4,45 x 2,04 m, y es muy parecida a la de las iglesias cercanas de Santa Eulalia de Estaon y San Pedro de Sorpe. En el centro del ábside aparece Cristo en majestad dentro de la mandorla, rodeada por tetramorfo (los símbolos del cuatro evangelistas) y los arcángeles Gabriel y Miguel, Gabriel con la inscripción POSTVLACIVS y Miquel con la de PETICIVS, supuestamente, ya que está borrada. En un registro inferior están las imágenes de los doce apóstoles, de las cuales se conservan las correspondientes a Pablo, Juan, Bartolomé, Tomás y Bernabé, además de un personaje nimbado en el lado norte de la ventana central, que parece corresponder a la madre de Dios. Este conjunto de pinturas se han datado a la primera parte del siglo XII.

## Frontal de altar
En no muy buen estado, este frontal estuvo muchos años catalogado como procedente de Santa María de Ginestarre, debido a su similitud con el que, procedente de Ginestarre, se conserva en el Metropolitan Museum of Art de Nueva York.
El que se encuentra en Barcelona, en el MNAC, tiene la parte baja muy afectada, con parte de las pinturas perdidas. Presenta el Cristo en majestad, dentro de una aureola y sentado en un trono, hecho de sillares y almohadas dibujadas. Como otras majestades, bendice con la mano derecha y sostiene un libro en la izquierda. Le rodean los símbolos de los cuatro evangelistas. Fuera de la aureola, y en grupos de tres, seis a cada lado, están los doce evangelistas. La datación abarca un tiempo bastante amplio: del siglo XII o primera mitad del XIII.